# U-1002
U-1002 – niemiecki okręt podwodny (U-Boot) typu VII C/41 z okresu II wojny światowej. Okręt wszedł do służby w 1943 roku.

## Historia
Wcielony do 31. Flotylli U-Bootów celem szkolenia załogi, od marca 1945 roku w 11. Flotylli jako jednostka bojowa.
U-1002 odbył jeden patrol bojowy, podczas którego nie zatopił żadnej jednostki przeciwnika.
Poddany 9 maja 1945 w Bergen (Norwegia), przebazowany 30 maja do Loch Ryan (Szkocja). Zatopiony 13 grudnia 1945 roku w ramach operacji Deadlight przez brytyjski okręt podwodny HMS „Tantivy”.